# Tricentrogyna colligata
Tricentrogyna colligata är en fjärilsart som beskrevs av W. Warren 1906. Tricentrogyna colligata ingår i släktet Tricentrogyna och familjen mätare. Inga underarter finns listade i Catalogue of Life.